# 市长盟约
市长盟约是一个由各地方当局参与的欧洲合作运动。市长盟约签署者自愿承诺在其领土上提高能源效率和使用可再生能源，以支持欧盟在2020年之前达到20%的二氧化碳减排目标。
在2008年欧盟气候和能源一揽子计划通过后，欧盟委员会发起了市长盟约，以支持地方当局在实施可持续能源政策。